# I Just Want To Be Cool
I Just Want To Be Cool, av gruppen skrivet IJustWantToBeCool (ibland förkortat till IJWTBC), är en svensk humortrio bestående av bröderna Victor Beer och Emil Ejdemo Beer samt deras kusin Joel Adolphson. Trion har sedan 2011 gjort sig känd genom att publicera humoristiska videor (sketcher) på Youtube och har återkommande listats som en av de mäktigaste på sociala medier i Sverige, med en toppnotering 2022. Sedan 2019 har gruppen producerat ljudböcker och skrivit böcker som återkommande varit bland de mest sålda/lyssnade i Sverige.

## Bakgrund
I Just Want To Be Cool bildades av bröderna Victor Beer (född 5 februari 1992) och Emil Beer (född 28 oktober 1994) samt deras kusin Joel Adolphson (född 26 mars 1992). Medlemmarna växte upp i Lindholmen i Vallentuna och hade som hobby att göra egna filmer redan när de var barn. Det skulle dock dröja fram till slutet av 2011 innan de började lägga upp sina klipp på Youtube. En artikel i Sydsvenskan från juli 2013 uppgav att alla tre just då studerade, Victor Beer på Kungliga Tekniska högskolan, Emil Beer på Täby Enskilda gymnasium och Joel Adolphson specialeffekter på Campus i12 i Eksjö. I ett videoklipp publicerat den 15 september 2014 kom trion med en del uppdateringar där de bland annat förklarade att Joel Adolphson hade flyttat tillbaka till Stockholm och att alla tre hade studerat färdigt.

## Karriär
I Just Want To Be Cool har haft fyra egna webbserier på Sveriges Television, Semi (2013), Konsten att få sin mamma att gråta (2014–2015), En helt vanlig dag (2019) och Skolan (2019). De har även haft en TV-serie på TV4 vid namn Småstaden (2017).
Sedan 2019 har gruppen producerat flera ljudbokserier på Storytel.
År 2020 startade gruppen poddradio vid namn ”Vad hade du gjort?”. Den bytte namn till "Vad? med IJustWantToBeCool" för att det inte skulle vara ett för långt namn och för att varumärket skulle få plats i titeln. I podden ger, och besvarar, de varandra frågor om vad de hade gjort i olika situationer. I början av 2023 flyttades podden till Spotify.
2022 släppte gruppen den första boken i en trilogi med titeln Skurkarnas skurk. Den tredje och sista delen släpptes 2024.
Den 8 juli 2024 uppnådde deras huvudkanal en miljon prenumeranter på Youtube.
2024 släppte gruppen en kokbok vid namn Matfighten av IJustWantToBeCool som blev den mest sålda boken på Adlibris under 2024.
2025 deltog gruppen i Masked Singer Sverige som Bläckfisken där dom tog sig till avsnitt 7. I programmet framförde gruppen låtarna "The Code" av Nemo, "Bye Bye Bye" av 'Nsync, "9 to 5" av Dolly Parton och "Michelangelo" av Björn Skifs.

## Filmografi
- 2013 – Semi
- 2014 – Konsten att få sin mamma att gråta
- 2014 – Allsång på Skansen
- 2017 – Småstaden
- 2017 – Grotescos sju mästerverk
- 2019 – En helt vanlig dag
- 2019 – Skolan
- 2024 – Sommarlov (TV-program)
- 2024 – 1 mot Sverige
- 2024 – På riktigt?!
- 2024 – Skattjakten med IJustWantToBeCool
- 2025 – Masked Singer Sverige (TV-program)
- 2026 – Skurkarnas skurk (film)

## Böcker
- 2022 – Skurkskolan
- 2023 – Förrädaren
- 2024 – Hjältus tårar
- 2024 – Matfighten
- 2025 – Ännu mera Matfighten

## Ljudböcker
- 2019 – Rymdens parkeringsvakter
- 2019 – IJustWantToBeCool tolkar klassiker
- 2020 – Sommarjobbarna
- 2021 – Skattjakten
- 2022 – Skurkskolan
- 2023 – Förrädaren
- 2024 – Hjältus tårar
- 2024 – Hans päron

## Musik
En del av trions Youtube-material är i form av musikvideor till egenkomponerade låtar. Några av dessa har i efterhand getts ut som digital nedladdning på Itunes Store och Spotify. De framförde även låten "#Självis" på Allsång på Skansen den 8 juli 2014, vilket var deras första liveframträdande.

### Singlar
| Utgivning        | Titel                           |
| ---------------- | ------------------------------- |
| 17 februari 2012 | "Min katt"                      |
| 4 maj 2012       | "YOLO - Man lever bara en gång" |
| 22 december 2012 | "21 December"                   |
| 9 juli 2013      | "Bertil"                        |
| 10 augusti 2013  | "Poka mig"                      |
| 23 april 2014    | "#Självis"                      |
| 3 juli 2014      | "Sett att du har sett"          |
| 17 november 2014 | "Body Built By Love"            |
| 23 januari 2015  | "Rollerbladear varje dag!"      |
| 13 mars 2015     | "Utekväll"                      |
| 8 april 2015     | "Selfiestick"                   |
| 24 maj 2016      | "Sparka på bollen"              |
| 31 maj 2018      | "Kämpa Sverige"                 |
| 4 juli 2018      | "The Coin"                      |
| 29 maj 2019      | "Tror på VM-guld"               |
| 2 juni 2024      | "GREEN APPLE & POPIN' CANDY"    |
| 2 juni 2024      | "SALTED CARAMEL & POPCORN"      |
| 1 juni 2025      | "COOKIE DOUGH"                  |
| 1 juni 2025      | "LEMON CURD PIE"                |

## Priser och utmärkelser
| År   | Pris                 | Kategori                  | Resultat  | Ref           |
| ---- | -------------------- | ------------------------- | --------- | ------------- |
| 2013 | Kristallen           | Expressens webb-tv-pris   | Vann      |               |
| 2014 | Guldtuben            | Årets humorkanal          | Vann      |               |
| 2014 | Guldtuben            | Årets youtubeklipp        | Nominerad |               |
| 2014 | Guldtuben            | Årets Youtuber            | Nominerad |               |
| 2015 | Guldtuben            | Årets youtuber            | Nominerad |               |
| 2015 | Guldtuben            | Årets humorgrupp          | Vann      |               |
| 2015 | Guldtuben            | Årets klickmonster        | Vann      |               |
| 2016 | Guldtuben            | Årets humor               | Nominerad |               |
| 2017 | Guldtuben            | Årets humor               | Vann      |               |
| 2017 | Guldtuben            | Årets vloggare            | Nominerad |               |
| 2017 | Guldtuben            | Årets youtuber            | Nominerad |               |
| 2017 | Medieakademin        | Maktbarometern            | Plats 9   |               |
| 2018 | Medieakademin        | Maktbarometern            | Plats 9   | [ 23 ]        |
| 2018 | Guldtuben            | Årets humor               | Vann      |               |
| 2018 | Guldtuben            | Årets youtuber            | Nominerad |               |
| 2018 | Guldtuben            | Årets brand collaboration | Nominerad |               |
| 2018 | Guldtuben            | Årets serie               | Nominerad |               |
| 2019 | Medieakademin        | Maktbarometern            | Plats 14  | [ 24 ]        |
| 2020 | Medieakademin        | Maktbarometern            | Plats 8   |               |
| 2021 | Medieakademin        | Maktbarometern            | Plats 9   | [ 25 ] [ 26 ] |
| 2022 | Barncancergalan      | Barnens pris              | Vann      | [ 27 ]        |
| 2022 | Guldörat             | Årets genombrott          | Vann      |               |
| 2022 | Medieakademin        | Maktbarometern            | Plats 5   | [ 6 ] [ 28 ]  |
| 2023 | Stora Ljudbokspriset | Årets barnbok             | Vann      |               |
| 2024 | Stora Ljudbokspriset | Årets barnbok             | Vann      | [ 29 ] [ 30 ] |